# Blind ermittelt – Tod im Weinberg
Blind ermittelt – Tod im Weinberg ist ein österreichisch-deutscher Fernsehfilm der Krimireihe Blind ermittelt aus dem Jahr 2023 von Till Franzen mit Philipp Hochmair und Andreas Guenther in den Hauptrollen. Auf Flimmit wurde der Film am 10. April 2023 veröffentlicht. Die ORF-Erstausstrahlung erfolgte am 17. April 2023. Im Ersten wurde der Film unter dem Titel Der Wien-Krimi: Blind ermittelt – Tod im Weinberg erstmals am 4. Mai 2023 gezeigt.

## Handlung
Im achten Fall des Duos Alexander „Alex“ Haller und Nikolai „Niko“ Falk ermitteln diese in einem Entführungsfall in Grinzing, wo der 22-jährige, aus einer Winzerfamilie stammende, Paul Rauch in der Nacht auf offener Straße überwältigt, mit einem Motorradhelm niedergeschlagen und in einen Lieferwagen gezerrt wurde. Der Vorfall wurde von Frau Horvath beobachtet. Ein Erpresservideo soll beweisen, dass Paul noch am Leben ist. Pauls wohlhabender Onkel Heinrich versucht das Lösegeld in der Höhe von zwei Millionen Euro zu organisieren. Pauls Mutter Sonja möchte aus Sorge um ihren Sohn, der unter Asthma leidet, die Polizei heraushalten, Kommissarin Janda beauftragt daher Sonderermittler Haller mit dem Fall. 
Haller und Falk beginnen, im Umfeld des Entführten zu recherchieren. Zu den Verdächtigen zählen Weinhauer Tomasek und ein Motocross-Club um Rita Decker und ihren Bruder Leo, nicht zuletzt weil Paul mit einem Motorradhelm niedergeschlagen wurde. Das Unternehmen Decker Motors der Geschwister war pleite. Rita Decker und Paul Rauch waren liiert, Sonja Rauch war gegen diese Verbindung. Tomasek hat kein Alibi für die Tatzeit, außerdem hatte er Einblick in die Finanzen der Familie Rauch. Gegen ihn liegt eine Wegweisung vor, weil er gegen seine Frau gewälttätig wurde. Tomasek hatte seiner Ex-Frau Geld versprochen. Konstantin Rauch ist der Ehemann von Heinrich, er war als Börsenspekulant tätig und musste Insolvenz anmelden. 
Für die Übergabe des Lösegeldes von Sonja und Heinrich an den Entführer erhalten die beiden mehrfach am Mobiltelefon die Koordinaten eines anderen Standortes, unter anderem an einer Motocross-Strecke. Nach der Übergabe des Lösegeldes ist nicht nur Paul weiter verschwunden, auch von Sonja fehlt nunmehr jede Spur. Haller und Falk finden Sonja und Paul schließlich lebend in einer verfallenen Villa. Laut Paul und Sonja war der Entführer männlich, hatte stechend blaue Augen, war über 1,80 und maskiert, kommuniziert hatte er mit einem Zettel. Sonja gibt an, dass er sie auf sein Motorrad und später in einen Transporter gezwungen hatte. Die Ermittler vermuten, dass sich Paul und Sonja aufgrund der voneinander unabhängig getätigten identischen Aussagen abgesprochen hatten.
Falk findet zwei Flugtickets nach Kambodscha, eines davon ausgestellt auf Paul Rauch. Der gibt an, dass er kein Interesse am elterlichen Betrieb und den Weinbergen hatte und nur weg wollte. Die Ermittler finden heraus, dass der Heurigen der Rauchs insolvent war. Zwischenzeitlich taucht Leo Decker, der mit Drogen dealt, wieder auf. Er behauptet in der verfallenen Villa nur seine Drogen versteckt zu haben, mit der Entführung habe er nichts zu tun. 
Im alten Weinkeller der Familie Rauch findet Weinhauer Tomasek Sonja Rauch tot mit Genickbruch auf. Tomasek hatte Sonjas Betrügereien im Weinbetrieb gedeckt, die den Profit steigern wollte, um den Betrieb gewinnbringend zu verkaufen. Paul Rauch gesteht schließlich, dass die gesamte Entführung nur fingiert und von seiner Mutter geplant war. Heinrich hatte den alten Weinkeller auf den Erpresservideos erkannt und Sonja mit der von ihr fingierten Entführung konfrontiert. Dabei kam es zum Streit und Sonja kam zu Sturz. Heinrich wird von der Polizei festgenommen.

## Produktion
Die Dreharbeiten fanden gemeinsam mit der neunten Folge Mord an der Donau von Oktober bis  Anfang Dezember 2022 in Wien und Umgebung statt. Gedreht wurde unter anderem am Cobenzl.
Produziert wurde der Film von der österreichischen Mona Film und der deutschen Tivoli Film der Produzenten Thomas Hroch und Gerald Podgornig. Beteiligt waren der Österreichische Rundfunk und die ARD (Degeto Film), unterstützt vom Fernsehfonds Austria und dem Filmfonds Wien.

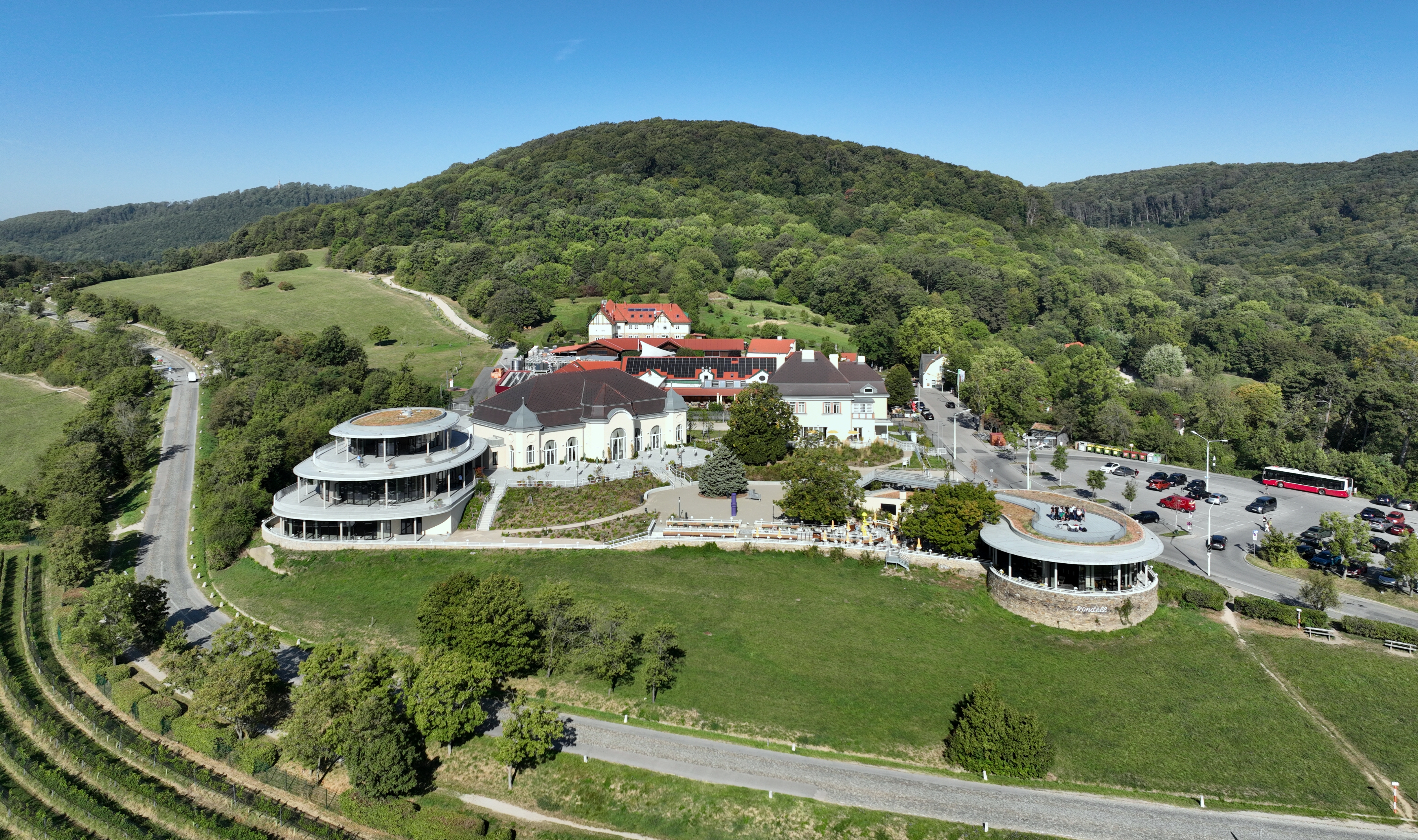
Einer der Drehorte war am Cobenzl.

Die Kamera führte Florian Banicki, die Musik schrieben Christopher Colaço & Philipp Schaeper, die Montage verantwortete Tatjana Schöps und das Casting Nicole Schmied. Das Kostümbild gestaltete Theresa Ebner-Lazek, das Szenenbild Katharina Haring und Nina Salak und das Maskenbild Danijela Brdar.

## Rezeption

### Kritiken
Tilmann P. Gangloff bezeichnete diese Folge auf tittelbach.tv als deutlich schwächer als die Episode Mord an der Donau, hier wäre nur die Bildgestaltung bemerkenswert. Das Ensemble sei dagegen nicht überzeugend, und die Handlung allzu konventionell und durchschaubar. Es sei aber immer noch eine Freude, Philipp Hochmair zuzuschauen. Gleiches gilt für Andreas Guenther als Chauffeur und Augenlichtersatz. Der coole Alex und der lässige Niko: Die beiden entspannten Freunde bilden nach wie vor ein reizvolles Duo.
Oliver Armknecht bewertete den Film auf film-rezensionen.de mit drei von zehn Punkten, der Film sei ein weiterer schwacher Teil der Krimireihe. Es komme keine Spannung auf, hinzu kämen Willkürlichkeit und Dämlichkeit, die einem den Spaß am Rätseln nehmen.

### Quote
Bei der Erstausstrahlung am 4. Mai 2023 verfolgten in Deutschland insgesamt 5,59 Millionen Zuschauer die Filmhandlung, was einem Marktanteil von 22,4 Prozent für Das Erste entsprach. In der ARD Mediathek erzielte der Film eine Nettoreichweite von 363.000 und belegte damit in den Mediatheken-Charts der AGF Videoforschung im Mai 2023 Platz 19.